# Lepraria incana
Lepraria incana é uma espécie de líquen leproso da família Stereocaulaceae. Descrita cientificamente por Johann Jacob Dillenius em 1741 e formalmente por Carl Linnaeus em 1753, é a espécie-tipo do gênero Lepraria [en]. O talo desta espécie varia de verde a cinza-esverdeado e tem uma textura pulverulenta, como se fosse composto por pequenos grânulos. Esses grânulos são sorédios, estruturas reprodutivas assexuadas. Como a maioria dos membros do gênero Lepraria, esse líquen possui poucas características distintivas, não apresentando medula nem estruturas reprodutivas sexuais (apotécios).
O líquen prefere crescer na casca de árvores, especialmente na base, em locais úmidos e parcialmente sombreados, mas também pode ser encontrado em madeira morta, rochas ricas em sílica ou solo. Não é muito seletivo quanto ao substrato de casca, sendo registrado em uma ampla variedade de árvores decíduas e coníferas. O líquen é comum e amplamente distribuído na Europa e na Ásia. Embora antes se pensasse que sua distribuição fosse ainda mais ampla, incluindo América do Norte e América do Sul, estudos mostraram que alguns líquens semelhantes a Lepraria incana nesses continentes – apesar de morfologicamente indistinguíveis – são geneticamente distintos e foram descritos como espécies únicas. Lepraria incana é relativamente tolerante à poluição atmosférica, e alguns estudos investigaram seu uso como bioindicador. O líquen também abriga várias espécies de fungos liquenícolas e um micovírus [en].

## Taxonomia
A espécie foi uma das 80 descritas formalmente por Carl Linnaeus em sua obra de 1753, Species Plantarum. Originalmente, o táxon foi nomeado Byssus incana, pois Linnaeus o considerava uma espécie de alga. Ele citou um polinômio publicado pelo botânico alemão Johann Jacob Dillenius em sua obra de 1742, Historia muscorum, e mencionou a ilustração de Dillenius da espécie. O polinômio (Byssus pulverulenta incana) fornecido por Linnaeus incluía um diagnóstico inalterado do de Dillenius. Em alguns casos, como essas ilustrações representam o único material original disponível, as regras nomenclaturais permitem que essas imagens sejam usadas como lectótipos. O holótipo foi coletado nas Ilhas Britânicas. Linnaeus também incluiu a espécie em sua obra de 1743, Flora Svecica, um relato das plantas e criptógamas encontradas na Suécia.
O liquenólogo sueco Erik Acharius transferiu a espécie para o gênero Lepraria em 1803. É a espécie-tipo do gênero Lepraria, designada como tal por Jack Laundon em 1992. Como não havia um espécime associado no Herbário de Linnaeus [en], ele selecionou a ilustração de Dillenius de 1741 como lectótipo desse táxon. Laundon já havia tentado tipificar a espécie em 1963, mas o fez de forma incorreta. Um epítipo para Lepraria incana foi designado por Per Magnus Jørgensen e colegas em 1994.
Lepraria incana foi transferida para vários outros gêneros ao longo de sua história taxonômica. Cronologicamente, esses incluem Lepra (Friedrich Heinrich Wiggers, 1780), Verrucaria [en] (Philipp Gottfried Gaertner, Georg Friedrich Wilhelm Meyer e Johannes Scherbius, 1801), Chrysothrix [en] (Heinrich Gustav Flörke [en], 1807), Lecidea (Erik Acharius, 1814), Patellaria (Kurt Sprengel, 1827), e Crocynia (Auguste-Marie Hue, 1924). Acharius propôs a variedade Lepraria incana var. latebrarum em 1810, com base na espécie que ele havia publicado originalmente em 1799 como Lichen latebrarum; esse líquen é agora conhecido como Dendrographa latebrarum.

## Descrição

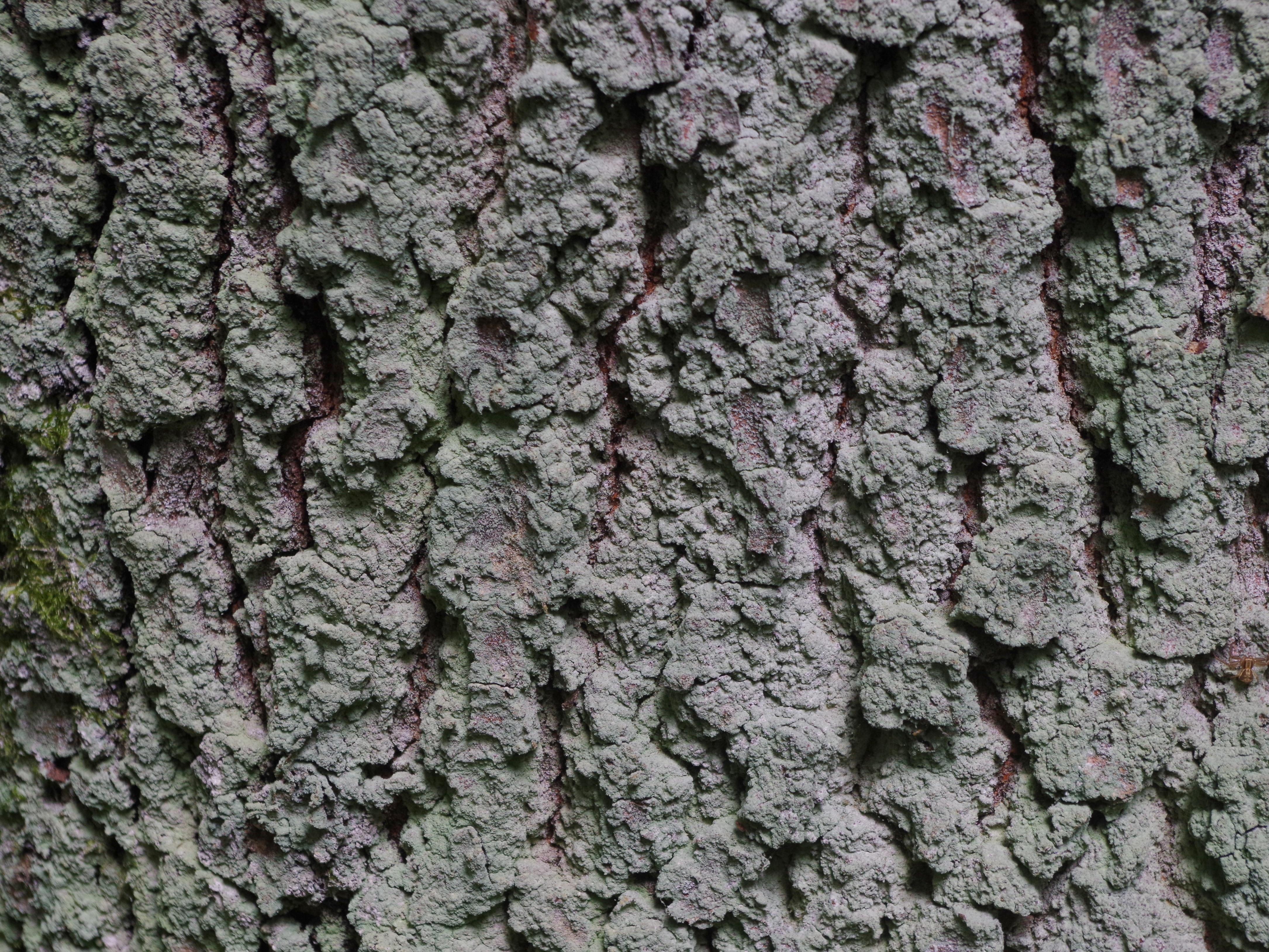
Típico do gênero Lepraria, o talo pulverulento de L. incana não possui propágulos sexuais (apotécios), e o líquen se reproduz assexuadamente.

O talo de Lepraria incana é leproso (pulverulento) e de cor cinza-esverdeada, muitas vezes com um tom azulado. Ele possui uma margem difusa, sem lobos distintos, nem um córtex definido, formando manchas contínuas com diâmetros de até cerca de 8 cm, ou colônias menores de manchas ou areolas pouco desenvolvidas. O talo é composto por sorédios abundantes (pequenas bolas de algas envoltas por hifas fúngicas) com até 50 μm de diâmetro. Uma medula pode estar presente, mas, se for, geralmente é pouco desenvolvida. Consorédios (diásporos formados por sorédios agregados) às vezes estão presentes, medindo até 110 μm. A aparência do líquen pode variar bastante, formando às vezes almofadas soltas semelhantes a algodão, enquanto em outras ocasiões consiste apenas de sorédios esparsos ou densos. O parceiro fotobionte do líquen é um membro esférico (cocóide) do filo das algas verdes Chlorophyta, com diâmetro de até 18 μm.
Em termos de compostos químicos secundários, Lepraria incana contém ácido divaricático, zeorina e traços de ácido nordivaricático. Alguns espécimes apresentam traços de atranorina, embora isso possa ser um contaminante. Também contém antraquinonas, como parietina, falacinal, ácido parietínico e citreoroseína. Uma análise química de espécimes do Japão revelou vários terpenos, incluindo pavoninin-2, terpecurcumina Q, acetato de ergosterol, taxuspina C e éster metílico de lantadeno A. O talo apresenta um tom azulado quando observado sob luz ultravioleta.

## Espécies semelhantes
Existem várias espécies de Lepraria que diferem de L. incana apenas em sua distribuição geográfica ou nos compostos químicos secundários que produzem. Por exemplo, outra espécie europeia, Lepraria elobata [en], é difícil de distinguir de L. incana; além de serem semelhantes na aparência, também cresce em casca nua de troncos de árvores. Elas podem ser diferenciadas por diferenças químicas: L. elobata contém ácido estíctico em vez de ácido divaricático e geralmente não contém atranorina. Lepraria caesiella [en] é outra espécie semelhante que não contém ácido divaricático. Lepraria crassissima forma uma crosta espessa e enrugada que cresce em paredes rochosas calcárias e sombreadas, e também possui ácido divaricático. É caracterizada pela presença de ácido nordivaricático. Embora algumas autoridades tenham considerado os dois táxons como sinônimos, um estudo do holótipo convenceu Pieter van den Boom e colegas de que L. crassissima "é uma espécie distinta, morfologicamente e ecologicamente diferente de L. incana". O ácido divaricático também é encontrado em Lepraria juanfernandezii, uma espécie do Hemisfério Sul descrita em 2018 a partir do Arquipélago de Juan Fernández, Chile. Diferentemente de L. incana, a espécie do Pacífico Sul não contém zeorina. As espécies norte-americanas L. hodkinsoniana (leste da América do Norte) e L. pacifica (oeste da América do Norte) são idênticas a L. incana, tanto morfologicamente quanto quimicamente, e podem ser distinguidas apenas por sua distribuição ou por análise de DNA.

## Habitat e distribuição

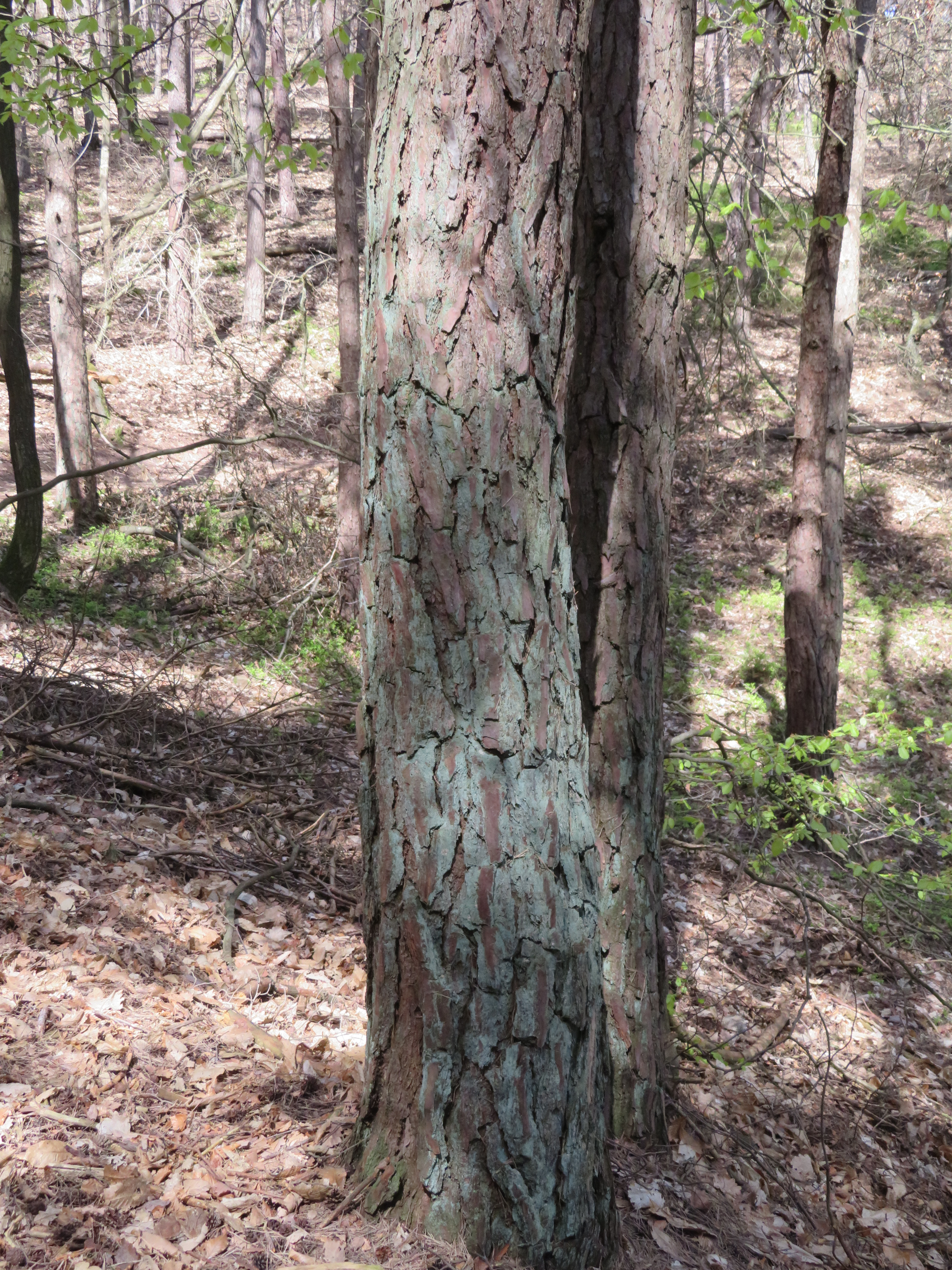
Lepraria incana cobre a base e o tronco deste Pinus sylvestris.

Lepraria incana ocorre mais comumente na casca na base de árvores, preferindo cascas velhas, geralmente com mais de 20 anos. O líquen cresce bem em cascas de coníferas, embora prefira a casca de carvalhos (Quercus). Foi considerado bem adaptado a cascas rugosas e ao acúmulo de câmbio cortical, como visto nas partes antigas do caule de Pseudotsuga e Quercus. Um estudo constatou que a probabilidade de ocorrência do líquen aumentava com o aumento da profundidade das fendas da casca e a diminuição do pH da casca (tendendo a ácido), embora outro estudo tenha registrado sua ocorrência em casca lisa de Abies. Na Finlândia, os substratos de casca mais comuns para o líquen são árvores dos gêneros Picea, Tilia e Pinus. Com menos frequência, é encontrado em madeira apodrecida, solo e rochas. Em Belarus, é a mais comum entre nove espécies de Lepraria encontradas, representando quase metade das centenas de espécimes de herbário examinados. Lá, é mais comum em Picea abies e Pinus sylvestris. Da mesma forma, está quase sempre presente, e às vezes dominante, em comunidades de líquens epífitos em Quercus rubra em florestas de carvalhos da Lituânia. Na Letônia, é mais comum em Quercus robur e Tilia cordata em florestas decíduas secas, enquanto na Estônia é comum em florestas dominadas por espruces antigos devido à sombra, umidade relativamente alta e baixo pH da casca de espruce.
Lepraria incana geralmente prefere áreas pelo menos parcialmente sombreadas para crescer. Espécimes sul-americanos são geralmente encontrados em samambaias arbóreas, briófitas epífitas ou galhos de Gaultheria. Na Índia, cresce abundantemente em rochas e cascas em altitudes entre 500 e 1500 metros. Na Noruega, o líquen foi encontrado em diversos habitats: em troncos expostos à chuva direta ou abrigados, em cascas secas sob saliências rochosas, na parte inferior de troncos inclinados, nas partes côncavas das bases das árvores e em reentrâncias de casca protegidas da chuva direta. Nesse país, foi registrado em Alnus glutinosa, Betula pubescens, Betula pendula, Juniperus communis, Malus domestica, Picea abies, Pinus sylvestris, Populus tremula e Sorbus aucuparia.
Em uma pesquisa mundial de 2009 sobre Lepraria, Lauri Saag e colegas sugeriram que Lepraria incana tem uma distribuição cosmopolita, presente em todos os continentes, exceto no Ártico e na Antártida. Essa interpretação da distribuição do líquen foi contestada por estudos posteriores. Em 2010, embora considerado muito raro no Ártico, foi relatado na costa ártica da Península de Kola e na região entre o baixo rio Kolyma e as Montanhas Chukotka [en]. Em 2011, James Lendemer usou análise filogenética molecular para mostrar que a espécie está ausente da América do Norte, e duas espécies semi-crípticas foram descritas: L. hodkinsoniana (leste da América do Norte) e L. pacifica (oeste da América do Norte). Lepraria incana tem poucos registros no Hemisfério Sul, tendo sido relatada na Colômbia e na Bolívia. Em 2013, foi relatada nas Ilhas Galápagos, mas os autores reconheceram que, sem evidências de DNA, é impossível saber se esse registro e outros da América do Sul representam uma espécie críptica não descrita. O espécime das Galápagos é, no entanto, quimica e morfologicamente idêntico a Lepraria incana e a L. hodkinsoniana norte-americana. Após uma análise molecular de espécimes coletados na América do Sul, um grupo de liquenólogos propôs excluir (pelo menos temporariamente) L. incana da lista de líquens da América do Sul. Embora Lepraria incana tenha sido relatada na Nova Zelândia e no Nepal, um exame posterior desses registros mostrou que eram outras espécies – Lepraria nigrocincta no Nepal e uma espécie não caracterizada da Nova Zelândia. Na Ásia, Lepraria incana foi registrada em Bornéu, Índia e Indonésia.

## Ecologia
Um vírus de RNA de fita dupla com quatro segmentos foi detectado em Lepraria incana. Esse vírus, nomeado Lepraria chrysovirus 1 (LiCV1), é relacionado aos encontrados no gênero Alphachrysovirus [en] e é um dos primeiros micovírus identificados em um líquen. Polycoccum anatolicum é um fungo liquenícola encontrado crescendo em talos de Lepraria incana na Turquia. Na época de sua descrição como uma nova espécie (2013), foi o primeiro Polycoccum conhecido por ocorrer em Lepraria. Psammina filamentosa, conhecida dos Países Baixos e do Reino Unido, é um fungo algicida e liquenícola descrito como uma nova espécie em 2020. Ele causa pequenas manchas pretas, muitas vezes granulares, em Lepraria incana. Arthonia phaeophysciae e Rhymbocarpus pubescens são outros fungos liquenícolas que crescem em Lepraria incana. Athelia arachnoidea é um fungo corticioide que pode atuar como um parasita facultativo de líquens. Conhecido por destruir a vegetação liquênica de florestas inteiras, apenas líquens capazes de recolonizar as árvores em poucos meses – incluindo Lepraria incana – podem sobreviver a uma infestação desse fungo.

## Bioindicadores
Devido à sua capacidade de bioacumular altas concentrações de césio-137, a espécie Lepraria incana foi proposta para uso como bioindicador desse radionuclídeo atmosférico no norte do Irã. É tolerante à poluição atmosférica e pode ser encontrada próximo ou dentro de cidades. O líquen foi proposto como uma espécie de "baixa concorrência" que é favorecida pelo desaparecimento de líquens menos tolerantes à poluição. L. incana é relativamente tolerante ao dióxido de enxofre; espécies que aparecem no início da sucessão de comunidades de líquens são geralmente menos afetadas por esse poluente atmosférico. Também foi estudada para uso como bioindicador de poluição atmosférica no Paquistão, Belgrado e Indonésia. Na Eslováquia, foi uma das espécies de líquens observadas crescendo em uma floresta contaminada por metais pesados perto de uma área de mineração histórica em Mlynky. L. incana não tolera altos níveis de nitrogênio, como mostrado em um estudo em que o líquen desapareceu após 21 meses de fertilização com fertilizantes contendo nitrogênio.